# جاده ئی۲۶۳ اروپا

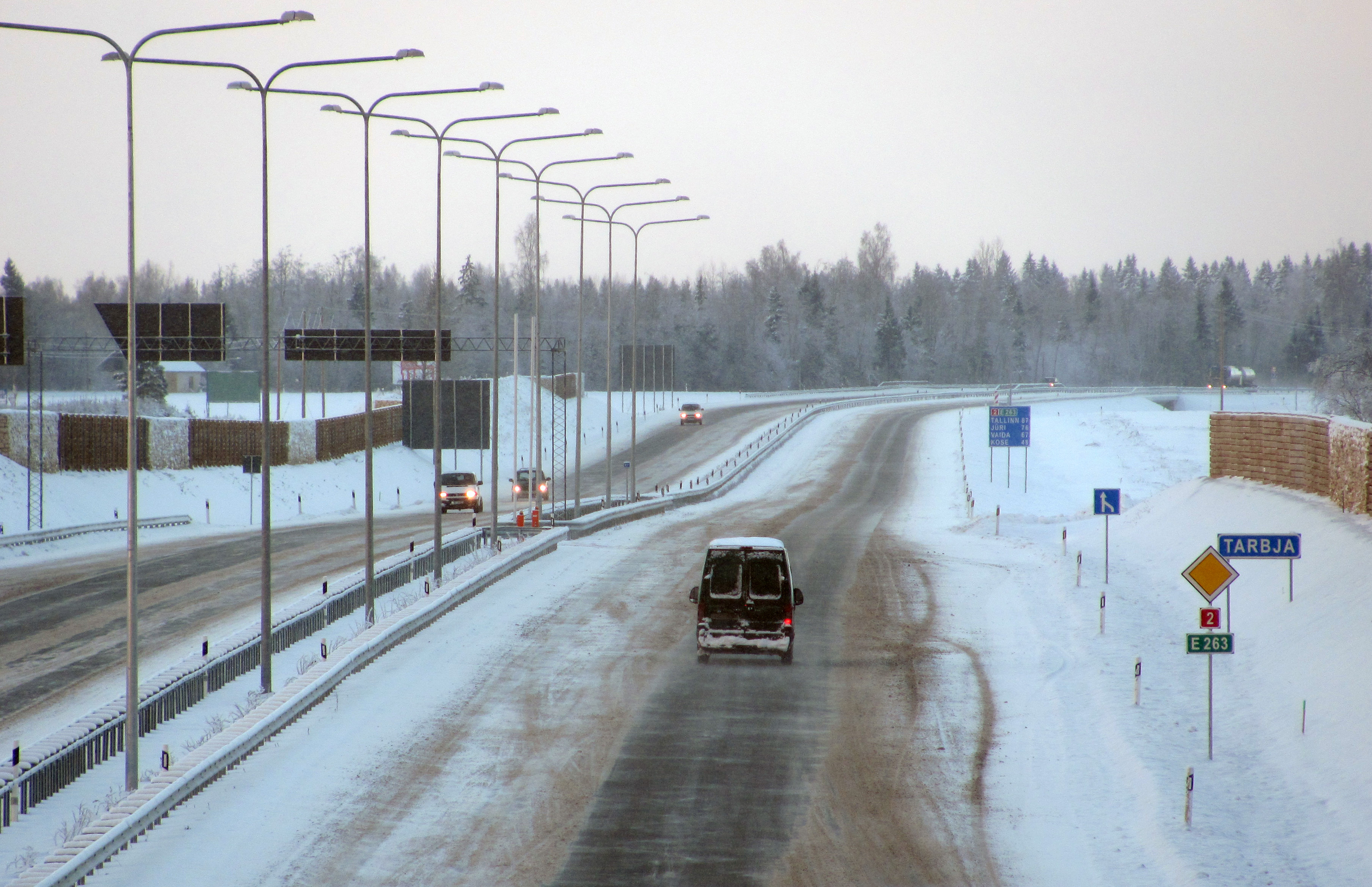

جاده ئی۲۶۳ اروپا (به انگلیسی: European route E263) یکی از جاده‌های درجه ۲ قاره اروپا است.
این جاده که در کشور استونی قرار دارد از شهر تالین شروع شده و در شهر لوهاما به پایان میرسد.